# کمپ کروک، داکوتای جنوبی
کمپ کروک(به انگلیسی: Camp Crook) شهری در ایالت داکوتای جنوبی کشور ایالات متحده آمریکا است که جمعیت آن در سرشماری سال ۲۰۱۰ میلادی، ۶۳ نفر بوده‌است.